# Адміністративно-територіальний устрій Чукотського автономного округу

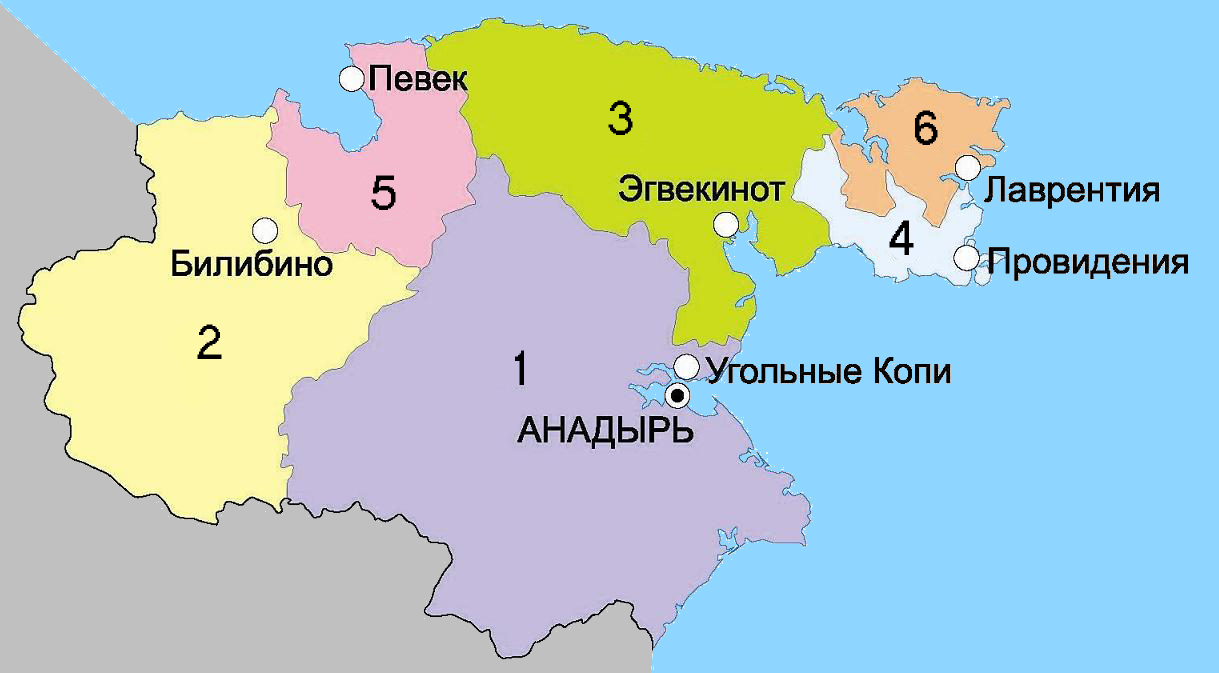
Адміністративно-територіальний поділ Чукотського АО

## Сучасний адміністративний поділ
До складу Чукотського автономного округу входять 3 міста (Анадир, Білібіно, Певек), 15 селищ міського типу, 45 сільських населених пунктів, 6 районів.
| № на карті | Українська назва    | Чукотська назва  | Код ЗКАТУ      | Населення (2010), тис. осіб | Територія, тис. км² | Густота, ос./км² | Адміністративний центр |
| ---------- | ------------------- | ---------------- | -------------- | --------------------------- | ------------------- | ---------------- | ---------------------- |
|            | Анадир              | Кагыргын         | 77 401 000 000 | 11,7                        |                     |                  |                        |
| 1          | Анадирський район   | Кагыргын район   | 77 203 000 000 | 6,6                         | 287,9               | 0,03             | Угольні Копі           |
| 2          | Білібінський район  |                  | 77 209 000 000 | 7,7                         | 174,7               | 0,05             | Білібіно               |
| 3          | Іультинський район  | Ивылтин район    | 77 215 000 000 | 3,9                         | 143,6               | 0,04             | Егвекінот              |
| 4          | Провіденський район | Урэлӄуйым район  | 77 220 000 000 | 4,2                         | 27,4                | 0,16             | Проведіння             |
| 5          | Чаунський район     | Чаан район       | 77 230 000 000 | 5,3                         | 59,4                | 0,10             | Певек                  |
| 6          | Чукотський район    | Чукоткакэн район | 77 233 000 000 | 4,6                         | 30,7                | 0,15             | Лаврентія              |

## Історія

### до 1930 року
До 1888 року Чукотка адміністративно входила до складу Гіжигінського повіту Приморської області.
У 1888 році був заснований Анадирський округ Приморської області (центр — село Ново-Маріїнське).
- 1909. Чукотський округ відійшов до Камчатської області. На її території утворені Анадирський і Чукотський повіти.
- 1912. Центр Чукотського повіту перенесено з бухти Провидіння в Уелен.
- 1926. Чукотка вошла в состав Дальневосточного края. Уезды преобразованы в районы.

### 1930—1953 роки. Чукотський НО Далекосхідного (Хабаровського) краю
Чукотський національний округ (центр — Чукотська культбаза, Губа Святого Лаврентія, тимчасово) у складі Далекосхідного краю був утворений 10 грудня 1930 року постановою Президії ВЦВК РРФСР «Про організацію національних об'єднань в районах розселення малих народностей Півночі». До складу округу були включені Анадирський і Чукотський райони Камчатського округу Далекосхідного краю, територія Східної тундри з кордоном по правому березі річки Алазеї і Західної тундри, райони середньої та нижньої течії ріки Омолона з Якутської АРСР. Округ ділився на 6 районів:
- Анадирський (центр — селище Анадир)
- Східної Тундри (центр — Острівне)
- Західної Тундри (центр — Нижньоколимськ)
- Марковський (центр — Марково)
- Чаунський (центр — в районі Чаунської губи (нині — Певек))[3]
- Чукотський (центр — Чукотська культбаза, Губа Святого Лаврентія)

10 травня 1931 року Постановою ВЦВК РРФСР район Західної Тундри був переданий до складу Якутській АССР. Влітку того ж року центр Чукотського НО був перенесений у селище Анадир.
22 липня 1934 року постановою Президії ВЦВК «Про новий адміністративний поділ Далекосхідного краю» Чукотський національний округ був включений до складу Камчатської області Далекосхідного (з 1938 року — Хабаровського) краю.
18 травня 1951 року Чукотський національний округ був виділений зі складу Камчатської області і переданий у безпосереднє підпорядкування Хабаровському краю.
2 грудня 1953 року указом Президії Верховної Ради «Про утворення районів у складі Хабаровського краю» був утворений Іультинський район.

### 1953—1992 роки. Чукотський НО (АО) Магаданської області
3 грудня 1953 року Указом Президії Верховної ради СРСР Чукотський національний округ був переданий з Хабаровського краю до складу новоствореної Магаданської області.
25 квітня 1957 року були утворені шляхом розукрупнення Чукотського району — Провіденський район, шляхом розукрупнення Анадирського району — Беринговський район.
3 червня 1960 року був скасований Марківський район.
2 серпня 1961 року Східно-Тундровський район був перейменований в Білібінський район; його центр перенесено з Анюйська в Білібіно.
27 грудня 1973 року був утворений Шмідтовський район (центр — селище Мис Шмідта).
20 листопада 1980 року законом РРФСР «Про автономні округи РРФСР» відповідно до Конституцією СРСР 1977 року Чукотський національний округ був перетворений в автономний округ.

### з 1992 року. Чукотський АО
17 червня 1992 року Чукотський автономний округ Законом РФ № 3056-1 був виділений зі складу Магаданської області і став самостійним суб'єктом РФ.
30 травня 2008 року законом Чукотського автономного округу № 40-ОЗ Шмідтовський та Іультинський райони були об'єднані у Восточний район (центр — селище Егвекінот); законом Чукотського автономного округу № 41-ОЗ Анадирський і Беринговський райони були об'єднані в Центральний район (центр — селище Угольні Копі).
18 листопада 2008 року законом Чукотського автономного округу № 145-ОЗ Центральний район був перейменований в Анадирський район; законом Чукотського автономного округу № 146-ОЗ Восточний район був перейменований в Іультинський район.
Нині АТП Чукотського автономного округу має такий вигляд:
| Район         | Центр            | Сільські і міські поселення |
| ------------- | ---------------- | --- |
| Анадир        |                  | |
| Анадирський   | смт Угольні Копі | Ваєгі, Канчалан, Краснєно, Ламутське, Марково, Снєжне, Усть-Бєлая, Чуванське, Алькатваам, Мейнипільгино, Хатирка; Угольні Копі, Беринговський |
| Білібінський  | місто Білібіно   | Анюйськ, Ілірней, Кепервєєм, Омолон, Острівне; Білібіно                                                                                       |
| Іультинський  | смт Егвекінот    | Амгуема, Біллінгс, Ванкарем, Конергіно, Нутепельмен, Риркайпій, Уелькаль; Егвекінот, Мис Шмідта                                               |
| Провіденський | смт Проведіння   | Нове Чапліно, Нунлігран, Сіренікі, Енмелен, Янракиннот; Проведіння                                                                            |
| Чаунський     | місто Певек      | Айон, Риткучі, Янранай; Певек |
| Чукотський    | село Лаврентія   | Інчоун, Лаврентія, Лоріно, Нешкан, Уелєн, Енурміно                                                                                            |